# Bienitz (Gemeinde)
Bienitz war eine 1994 aus den benachbarten Gemeinden Burghausen, Dölzig (mit Kleinliebenau und Priesteblich) und Rückmarsdorf zusammengeschlossene Gemeinde. Sie gehörte zum Landkreis Leipziger Land und war eine westliche Nachbargemeinde der sächsischen Großstadt Leipzig. Der Name stammt vom Bienitz, einer bewaldeten Erhebung ungefähr in der Mitte der drei Orte. Die Gemeindeverwaltung hatte ihren Sitz im Rathaus Rückmarsdorf. Im Jahr 1998 hatte die Gemeinde 6307 Einwohner.
Infolge des sächsischen Stadt-Umland-Gesetzes Leipzig vom 24. August 1998 wurde die Gemeinde zum 1. Januar 2000 aufgelöst. Die Ortschaft Dölzig (mit Kleinliebenau) wurde in die Stadt Schkeuditz eingegliedert, Burghausen und Rückmarsdorf kamen dagegen zu Leipzig (als Ortsteil Burghausen-Rückmarsdorf), Priesteblich wechselte in die Stadt Markranstädt. Ein von der Gemeinde Bienitz dagegen eingelegter Normenkontrollantrag vor dem sächsischen Verfassungsgerichtshof wurde zurückgewiesen.